# Pseudomys shortridgei
Pseudomys shortridgei és una espècie de mamífer rosegador de la família dels múrids. És endèmic d'Austràlia (Austràlia Occidental i Victòria). Els seus hàbitats naturals són les landes seques que han patit incendis en els últims 5 a 15 anys i els boscos oberts d'eucaliptus. La principal amenaça per a la supervivència d'aquesta espècie és la fragmentació i destrucció del seu medi. Aquest tàxon fou anomenat en honor del zoòleg britànic Guy Chester Shortridge.